# Nần nghệ
Nần nghệ hay nần vàng, từ collet (danh pháp hai phần: Dioscorea collettii) là loài thực vật thuộc họ Củ nâu (Dioscoreaceae).
Nần nghệ là loài bản địa của Trung Quốc, Đài Loan, Myanmar, Ấn Độ. Tại Việt Nam, loài này có phân bố ở cao nguyên Mộc Châu (Sơn La).
Có hai phân loài đã được công nhận gồm:
- Dioscorea collettii var. collettii (tên đồng nghĩa: Dioscorea kelungensis Hayata)
- Dioscorea collettii var. hypoglauca (tên đồng nghĩa: Dioscorea hypoglauca Palib.)

Rễ nần nghệ chứa từ 2% đến 4% diosgenin. Trong đông y, cao từ thân rễ nần nghệ có tác dụng chống viêm và làm giảm cholesteron trong máu. Tại Việt Nam, các chuyên gia trường đại học Dược Hà Nội nghiên cứu và điều chế sản phẩm từ Nần nghệ ứng dụng vào điều trị các bệnh mỡ máu cao, gan nhiễm mỡ, tăng huyết áp do mỡ máu cao và xơ vữa động mạch.
1. Vài nét về đặc điểm thực vật của cây Nần nghệ:

Nần nghệ là loại dây leo quấn trái, sống nhiều năm, có những cặp gai ở gốc cuối lá, thân dễ sống dai và phát triển thành củ, mỗi năm bổ sung thêm 1 đoạn. Cây dễ sống ở miền núi nhấp nhô trên các nương rẫy, các sườn đồi không màu mỡ.
2. Đặc điểm thân rễ Nần nghệ
Thân rễ phát triển thành củ, vỏ mỏng màu vàng nâu. vị đặc biệt, nhớt, lát cắt tươi màu, giòn, phơi khô trắng đục, dai, cứng. Có nhiều rễ và vết tích của rễ để lại, thân rễ đa dạng, lồi lõm. Mùi thơm nồng đặc biệt, vị đắng chát.
3. Lá cây Nần nghệ
Lá hình so le, mép nhẵn, không lông. Guốc cuống lá có 2 gai cong đối xứng, có 7 - 9 gân song song. Hoa nhỏ, đơn tính, khác gốc, gồm 6 cánh, 6 nhị.